# Боско, Иоанн
Иоанн (Джованни) Боско, дон Боско, (итал. Giovanni Bosco, 16 августа 1815[…], Кастельнуово-Дон-Боско, Пьемонт — 31 января 1888[…], Турин, Королевство Италия) — святой Католической церкви; причислен к лику блаженных 2 июня 1929 года; канонизирован 1 апреля 1934 года; основатель ордена салезианцев. Считается покровителем подмастерьев, редакторов и книгопечатников, молодёжи.
Память в Католической церкви — 31 января.

## Биография
Родом из бедной крестьянской семьи, на втором году жизни потерял отца. В молодости Боско видел сон, после которого посвятил жизнь воспитанию брошенных подростков. Учился в семинарии в Кьери, затем в теологическом колледже в Турине, по окончании которого 5 июня 1841 года рукоположён в священники. В декабре 1841 года Боско создал в Турине постоянно работающий ораторий для рабочей молодёжи в статусе «прихода для подростков без прихода». В 1847 года при оратории поселяются первые бездомные дети и в том же году Боско открывает второй ораторий. В 1850 года Боско основал пансион для студентов (к 1857 году там проживал 121 человек) и общество взаимопомощи для рабочих. В 1853—1862 годах Боско открыл при оратории шесть мастерских и типографию. К 1862 году ораторий посещало 1200 детей, из которых 600 проживали при нём. В эти же годы Боско создал семинарию в Вальдокко для священников из бедных слоёв населения.
Для воплощения своих замыслов работы с юношеством Боско основал 26 января 1854 года монашеское общество св. Франциска Сальского (ныне известное как Салезианцы Дона Боско). Устав ордена был окончательно утверждён блаженным папой Пием IX 3 апреля 1874 года. К концу жизни Боско общество состояло из 773 членов, и было создано 64 салезианских объединения в шести странах мира — Италии, Франции (с 1877 года), Аргентине (с 1879 года), Испании (с 1881 года), Бразилии (с 1883 года) и Чили (с 1887 года). В 1872 году, вместе со св. Мария Доменика Мадзарелло, дон Боско создал женскую ветвь общества салезианцев — конгрегацию Дочерей Марии Помощницы Христиан. Боско создал также род «третьего ордена» — Общество Салезианских сотрудников (утверждено папой 9 мая 1876 года). К моменту смерти Боско в 1888 году учреждения Салезианской семьи подготовили свыше 100 тысяч воспитанников. Из их числа наиболее известны св. Доминик Савио (1842—1857) и св. Луиджи Орионе (1872—1940).
Боско отличала открытость к достижениям своего времени — он был первым священником, подготовившим экспозицию на национальной промышленной выставке, и первым католическим святым, давшим интервью газете.
В сложной политической обстановке своего времени Боско, неизменно поддерживая Папу Пия IX, сохранил и хорошие отношения с пьемонтским правительством, что позволило ему несколько раз выступать посредником между Ватиканом и Савойской династией.
Боско был автором брошюры «Превентивная система воспитания юношества» (в ней сформулирована его педагогическая система, как основа которой заявляется беззаветная преданность преподавателя детям и полное исключение наказаний), ряда школьных учебников, издателем 204 выпусков «Библиотеки итальянского юношества» с текстами греческих и латинских авторов.
Недавно внимание СМИ привлекла частная инициатива объявить Боско небесным патроном фокусников (считается, что он любил развлекать фокусами друзей и учеников).

## В филателии
Джованни Боско посвящены почтовые марки Австрии и Италии 1988 года.

## Сочинения
- Sistema preventiva nell’ educazione della gioventú. Torino, 1877.
- Opere e scritti editi ed inediti. Torino, 1932.
- Scritti spirituali / Introd., scelta dei testi e note a cura di J. Aubry. Vol.1-2. Roma, 1976.
- Costituzioni della societa di S. Francesco di Sales [1858]—1875 / Testi critici a cura di F. Motto. Roma: LAS, 1981. (Istituto Storico Salesiano. Fonti).
- Costituzioni per l’Istituto delle Figlie di Maria Ausiliatrice (1872—1885) / Testi critici a cura di C. Romero. Roma: LAS, 1982. (Istituto Storico Salesiano. Fonti).
- Memorie dell’Oratorio di S. Francesco di Sales dal 1815 al 1855 / Introduzione, note e testo critico a cura di A. da Silva Ferreira. Roma: LAS, 1991. (Istituto Storico Salesiano. Fonti).
- Epistolario / Introd., testi critici e note a cura di F. Motto. Vol.1-4. Roma, 1991.